# کالین کار-لاوتون
کالین کار-لاوتون (انگلیسی: Colin Carr-Lawton؛ زادهٔ ۵ سپتامبر ۱۹۷۸) بازیکن فوتبال اهل بریتانیا است.
از باشگاه‌هایی که در آن بازی کرده‌است می‌توان به باشگاه فوتبال ویتبای تاون و باشگاه فوتبال برنلی اشاره کرد.